# Shi Reeves
Shi Reeves (Pensilvania; 14 de febrero de 1983) es una modelo y actriz pornográfica retirada estadounidense.
Alcanzó a estar activa como actriz porno entre los años 2005 y 2012, comenzando su carrera en la industria alrededor de sus 22 años de edad, haciéndose conocida por sus grandes areolas. Cuenta con más de 30 películas rodadas, pero no ha conseguido nunca una nominación al Premio AVN o al Premio XBIZ.

## Premios y nominaciones
- 2011 MDR Halibut Derby - 1er lugar (Queen)[2]

## Filmografía
- Black And White In Color
- Black Girl Next Door 10
- Booty Talk 72
- Chicks Gone Wild 2
- Chocolate Cream Pies 8
- Chocolate Vanilla Cum Eaters 3
- Cream In Chocolate 2
- Cream My Crack 2
- Dark Confessions
- Desperate Blackwives 2
- Fuck It Like It's Hot 3
- Off The Rack 6
- Teen Purr-fect
- White Cock Black Teen
- Sperm Filled Sluts 4
- Black Pie for the White Guy